# ألفية السيوطي
ألفية السيوطي في علم الحديث أو علم المصطلح أو ألفية الأثر وتسمي أيضًا نظم الدرر في علم الأثر للإمام السيوطي عبارة عن منظومة شعرية تتكون من 970 بيت في شرح علم الحديث وأقسامه .

## ألفية السيوطي و ألفية العراقي
تمتاز ألفية السيوطي عن ألفية العراقي في :
- الإيجاز ، إذ احتوت على كتاب ابن الصلاح
- فيها بعض الزيادات مثل تعريفه لعلم الحديث و السند و السنن ، و أصح الأسانيد و أنواعا من الأسماء و الكنى لم يذكرها ابن الصلاح و لا العراقي ، كمن اتفقت كنيته مع اسمه ، و من اتفقت كنيته مع اسم أبيه ، و غير ذلك من المسائل ،
- عدد أبياتها أقل من عدد أبيات العراقي ، لذا كان يقول ناظمها:

بينما تمتاز بها ألفية العراقي :
- رسوخ قدم صاحبها في علم الحديث ، بخلاف السيوطي ، لذا نجد أن ألفية السيوطي يُلاحظ عليها في بعض أنواعها ما لا يُلاحظ على ألفية العراقي .
- العراقي افتتح ألفيته بمقدمة بيَّن فيها بعض المصطلحات التي يستعملها فيها ، بخلاف السيوطي إذ لم يبين ذلك .
- قد يذكر العراقي اختلاف أقوال الأئمة بيَّن في مسألة من المسائل ، و السيوطي يقتصر في الغالب على قول واحد ، كتعريف الحديث الحسن .
- اعتنى العراقي بضرب الأمثلة في ألفيته للأنواع التي يذكرها ، بخلاف السيوطي إذ قد يجرد بعض الأنواع من الأمثلة و لا يذكر فيها شيئا .[1]

أ
قال صاحب الرسالة المستطرفة:
| ألفية السيوطي | حاذى بها ألفية العراقي، وزاد عليها نكتاً غزيرة وفوائد جمة | ألفية السيوطي |

وقال السيوطي في أول شرحه عليها:
| ألفية السيوطي | احتوت على جميع علوم ابن الصلاح وزوائد ألفية العراقي، وزادت بضعف ذلك تماماً | ألفية السيوطي |

## الشروح
قام العديد من العلماء والمحدثين بشرح ألفية السيوطي ، من هذه الشروحات :
- البحر الذي زخر في شرح ألفية الأثر، للسيوطي نفسه، لكنه لم يتم. وإنما انتهى فيه إلى بعض الكلام على الحديث الحسن.[4]
- شرح محمد حجازي بن محمد بن عبد الله القلقشندي.[5]
- منهج ذوي النظر في شرح ألفية علم الأثر ، لمحمد محفوظ بن عبد الله بن عبد المنان الترمسي المكي الشافعي .
- إسعاف ذوي الوطر بشرحح ألفية الأثر ، لعلي بن آدم بن موسي الأثيوبي .[6]
- شرح الشيخ أحمد محمد شاكر .
- شرح ألفية السيوطي في مصطلح الحديث للشيخ محمد محي الدين عبد الحميد [7]

## أقسام الألفية
قُسِمت أبيات الألفية كالآتي:
| - حد الحديث، وأقسامه - الصحيح - مسألة - خاتمة - الحسن - مسألة - الضعيف - المسند - المرفوع والموقوف والمقطوع - الموصول والمنقطع والمعضل - المرسل - المعلق - المعنعن - التدليس - الشاذ والمحفوظ - المنكر والمعروف - المتروك - الأفراد - الغريب، والعزيز، والمشهور، والمستفيض، والمتواتر - الاعتبار والمتابعات والشواهد - زيادة الثقات - المعل - المضطرب - المقلوب | - المدرج - الموضوع - خاتمة - من تقبل روايته ومن ترد - مراتب التعديل والتجريح - تحمل الحديث - أقسام التحمل - كتابة الحديث وضبطه - صفة رواية الحديث - آداب المحدث - مسألة - آداب طالب الحديث - العالى والنازل - المسلسل - غريب ألفاظ الحديث - المصحف والمحرف - الناسخ والمنسوخ - مختلف الحديث - أسباب الحديث - معرفة الصحابة - معرفة التابعين وأتباعهم - رواية الأكابر عن الأصاغر والصحابة عن التابعين - رواية الصحابة عن التابعين عن الصحابة - رواية الأقران - الإخوة والأخوات | - رواية الآباء عن الأبناء وعكسه - السابق واللاحق - من روى عن شيخ ثم روى عنه بواسطة - الوحدان - من لم يرو إلا حديثا واحدا - من لم يرو إلا عن واحد - من ذكر بنعوت متعددة - أفراد العلم - الأسماء والكنى - أنواع عشرة من الأسماء والكنى - الألقاب - المؤتلف والمختلف - المتفق والمفترق - المتشابه - المشتبه المقلوب - من نسب إلى غير أبيه - المنسوبون إلى خلاف الظاهر - المبهمات - معرفة الثقات والضعفاء - معرفة من خلط من الثقات - طبقات الرواة - أوطان الرواة وبلدانهم - الموالي - التاريخ |

## وصلات خارجية
- شرح ألفية السيوطي - أبو إسحاق الحويني